# Адолф Берле
Адолф Берле (9. или 10. април 1786 — 20. септембар 1859) био је аустријски писац, издавач и главни представник  .

## Биографија
Рођен је 9. или 10. априла 1786. у Бечу. Године 1802. Берле је дебитовао романом Sigmund der Stählerne, који је, међутим, одбијен. Након школовања у Бечу, запослио се као судски службеник. 
Са осамнаест година основао је Wiener Theaterzeitung 1804. До 1847. године то су биле најтиражније новине у Аустрији. Између 1808. и 1828. радио је у Бечу као секретар позоришта Леополдштат и фаворизовао је Народно позориште у Бечу, захваљујући својој канцеларији. Од 1828. био је готово искључиво активан у редакцији свог Theaterzeitung и ангажовао је писца Морица Готлиба Сафира. 
Након смрти своје прве жене 1828. године, оженио се глумицом   3. маја 1829, са којим је већ годинама био у вези.
Године 1848. основао је часопис Die Geißel, који је имао важну улогу током револуционарне године. Тешкоће са властима које су резултирале довеле су до стварања Volksboten у децембру 1848. године. Ове новине су касније постале Wiener Telegraph.
Од школских дана Берле је писао, али тек 1852. године успео је да објави свој први роман. У његовом раном раду доминирају псеудоними Ј. Х. Фелс и Ото Хорн. Својим књижевним радом Берле је основао Wiener Lokalroman. Године 1813. створио је лик произвођача кишобрана Псеуда Стаберла у  , којим је заменио Hanswurst и Kasperl. Заједно са Јозефом Алојзом Глајхом и Карлом Мајслом припадао је „великој тројки” Старог бечког Народног позоришта, пре Фердинанда Рајмунда. 
Правне последице његовог учешћа у немачкој револуцији 1848—1849. уништиле су га финансијски, а такође и здравствено. Када му је слобода угрожена, побегао је у Базел 17. јуна 1859. где је преминуо у ноћи са 19. на 20. септембар. Године 1869. његови остаци су ексхумирани и пребачени из Базела у породичну гробницу. 

## Радови
- Kinder und Narren reden die Wahrheit,[5] 1806
- , 1813
- Tankred, 1817
- , 1819–1821
- , Беч 1820 (Поново штампано: Минхен 1990)
- Aline oder Wien in einem anderen Weltteil,[6] 1822
- Die Dame mit dem Todtenkopfe,[7] новела, 1855 (Поново штампано: Минхен 1990)
- Zahlheim. Ein Wiener Criminal-Roman,[8] 1856
- Das eingemauerte Mädchen,[9] Беч 1857 (Поново штампано: Минхен 1990)
- Memoiren. Први том. Lechner in Kommission, Беч 1858 (више није објављен)